# Amorphophallus pendulus
Amorphophallus pendulus là một loài thực vật có hoa trong họ Ráy (Araceae). Loài này được Bogner & Mayo mô tả khoa học đầu tiên năm 1985 publ. 1986.